# Genesis Live
《Genesis Live》는 1973년 7월 20일, 카리스마 레코드에서 발매된 영국의 프로그레시브 록 밴드 제네시스의 첫 라이브 음반이다. 미국의 록 프로그램인 《킹 비스킷 플라워 아워》에 처음 녹음된 이 음반은 1973년 2월 자유 무역 홀, 맨체스터, 레스터 드 몽포트 홀에서 열린 네 번째 음반 《Foxtrot》(1972년)의 순회 공연에서 녹음된 것이다.
《Genesis Live》는 영국에서 톱 10에 진입한 첫 번째 음반으로 9위에 올랐다. 1974년 미국 발매 이후 최고치인 105위에 올랐다.

## 평가
| 전문가 평가                   | 전문가 평가  |
| 평가 점수                     | 평가 점수    |
| 출처                          | 점수         |
| ----------------------------- | ------------ |
| AllMusic                      | [ 1 ]        |
| Rolling Stone                 | (favourable) |
| The Rolling Stone Album Guide | [ 3 ]        |

《롤링 스톤》은 "이번 음반은 많은 팬들이 제네시스를 '역대 최고의 라이브 밴드'라고 칭송하는 매혹적인 힘과 신비주의를 포착하는 데 큰 도움이 된다"고 평하며 짧지만 긍정적인 평가를 내렸다.
올뮤직의 회고적 리뷰 또한 매우 긍정적이었다. 그들은 이렇게 말했다. "누군가라도 이 음반에서 토니 뱅크스보다 무대 위의 멜로트론에서 더 풍부한 사운드를 얻었다는 것은 의심스럽다. 그리고 스티브 해킷, 마이크 러더포드, 필 콜린스의 연주는 라이브 환경에서 매우 복잡한 음악을 함께 연주하면서 전체 유닛으로서 매우 놀랍다." 그들은 모든 녹음 파일이 그들의 스튜디오 원본보다 훨씬 우수하다고 판단했다.

## 곡 목록
모든 곡들은 특별한 언급이 없는 한 토니 뱅크스, 필 콜린스, 피터 가브리엘, 스티브 해킷 그리고 마이크 러더퍼드가 작사/작곡하였다.
| #  | 제목                                | 재생 시간 |
| -- | ----------------------------------- | --------- |
| 1. | 〈Watcher of the Skies〉            | 8:34      |
| 2. | 〈Get 'Em Out by Friday〉           | 9:14      |
| 3. | 〈The Return of the Giant Hogweed〉 | 8:14      |

| #  | 제목                | 작사·작곡                                 | 재생 시간 |
| -- | ------------------- | ----------------------------------------- | --------- |
| 1. | 〈The Musical Box〉 |                                           | 10:56     |
| 2. | 〈The Knife〉       | 뱅크스, 가브리엘, 앤서니 필립스, 러더퍼드 | 9:47      |